# Papy fait de la résistance
Pour plus de détails, voir Fiche technique et Distribution.
Papy fait de la résistance est un film français réalisé par Jean-Marie Poiré, sorti en 1983.
Adapté d'une pièce de théâtre écrite par Martin Lamotte et Christian Clavier, le film réunit les acteurs de la « nouvelle génération » des années 1970-80 (dont ceux de la troupe du Splendid mais aussi Jacques Villeret, Roland Giraud, Pauline Lafont) et les acteurs de l'« ancienne génération » dont font partie Michel Galabru, Jacqueline Maillan ou encore Jean Carmet dans une histoire confrontant résistants et collaborateurs, sous l'Occupation allemande.
Très sévèrement critiqué par la presse française à sa sortie, Papy fait de la résistance est un succès avec quatre millions d'entrées. Il devient au fil des années un film culte en France,.
Le film est dédié à la mémoire de Louis de Funès qui devait y tenir le rôle du papy ou du demi-frère d'Hitler, mais qui mourut au début du projet. Michel Galabru hérita alors du rôle du papy et Jacques Villeret de celui du demi-frère d'Hitler.

## Synopsis
L'action du film se situe en France pendant la Seconde Guerre mondiale. Héléna Bourdelle, dite « La Bourdelle », une célèbre cantatrice française d'avant-guerre, est l'épouse du maestro André Bourdelle. Ce dernier, engagé dans la Résistance française, est tué accidentellement par l'explosion d'une grenade en juin 1941.
Deux ans plus tard, la famille Bourdelle (qui est aussi composée du père d'André Bourdelle, connu sous le nom de « Papy ») voit son luxueux hôtel particulier parisien investi par les forces allemandes, leur domicile devenant la résidence du général allemand Hermann Spontz, transféré du front de l'Est. Alors qu'elle se plaint à la Kommandantur des excès commis par l'arrivée des Allemands chez eux, Mme Bourdelle, accompagnée de sa fille et de leur locataire Michel Taupin, aide par hasard un aviateur britannique à s'évader et sont ensuite obligés de le cacher chez eux.
La famille, qui doit faire face à l'ancien concierge de l'Opéra Adolfo Ramirez, devenu agent de la Gestapo, est mieux considérée par leur occupant, le général Spontz, qui se liera avec Bernadette Bourdelle, l'une des filles d'Héléna. Mais il ignore que Guy-Hubert, le fils de la famille, coiffeur efféminé et apparemment poltron, est en fait l'insaisissable justicier français connu sous le nom de « Super-Résistant », recherché par les troupes allemandes.
Quant à Michel Taupin, amoureux malheureux de Bernadette Bourdelle et qui, au départ, avait des vues sur Colette, l'autre fille d'Héléna, montre une insistante volonté de rejoindre la Résistance, ce qui l'entraîne dans bien des péripéties. Emprisonné après l'épisode de la Kommandantur, il rencontre un résistant, Félix/Frémontel qui se confie à lui, se croyant sur le point d'être fusillé ; mais les deux sont finalement libérés par Super-Résistant et Félix se voit encombré d'un « pot de colle » en la personne de Taupin.
Ramirez découvre que Guy-Hubert est en fait « Super-Résistant » et le patron de Félix, mais Spontz ne le croit pas.

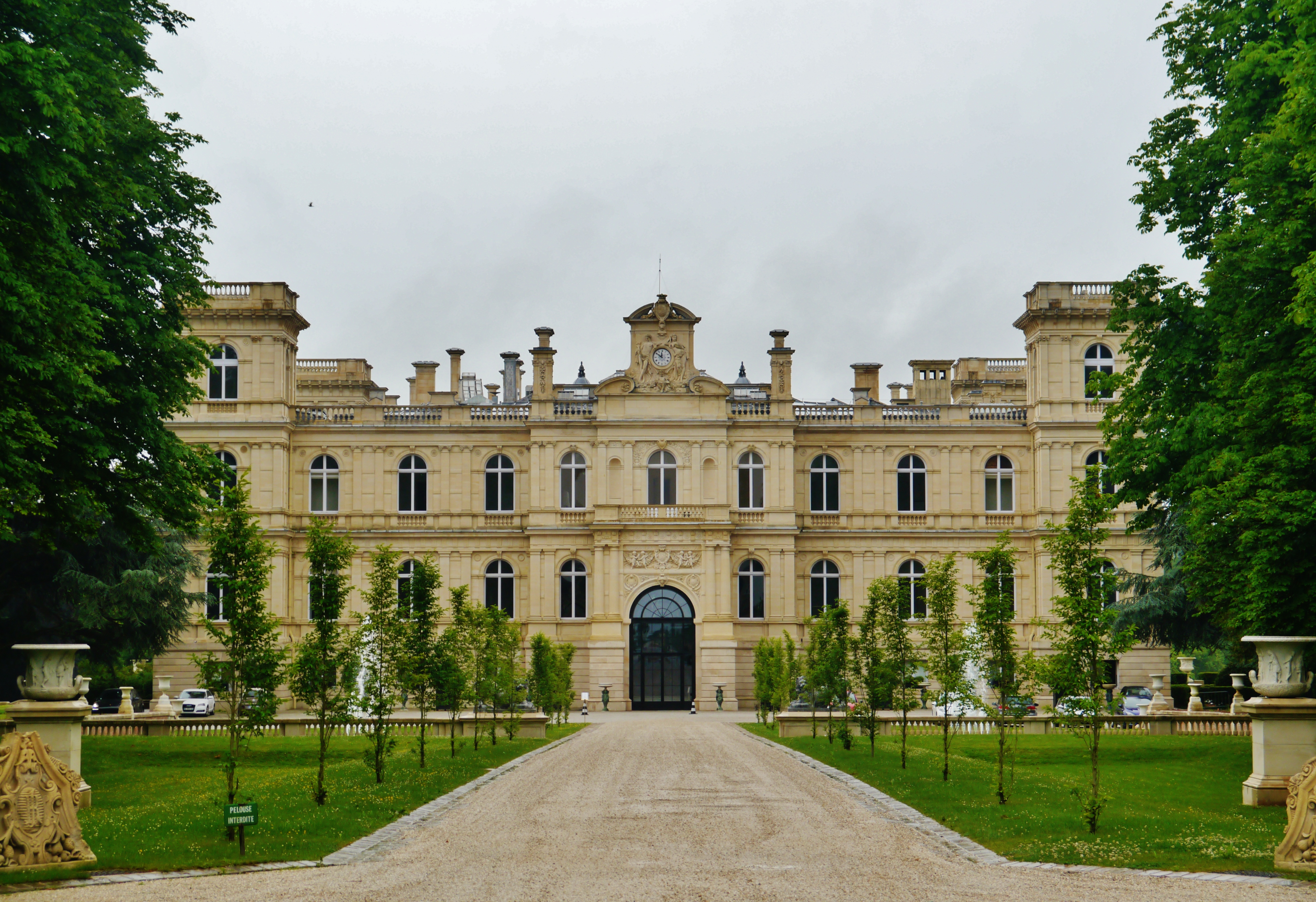
La réception en l'honneur du maréchal von Apfelstrudel est organisée au château de Mombreuse, en réalité le château de Ferrières.

Bien qu'elle ait juré de ne plus chanter tant qu'il y aurait un Allemand en France, Héléna Bourdelle se voit contrainte par le général Spontz de participer à la réception donnée en l'honneur du demi-frère d'Adolf Hitler, le maréchal Ludwig von Apfelstrudel, qui arrive à Paris. À cette occasion, la Résistance confie à Michel Taupin le soin de dissimuler une bombe, qui devra exploser lors de la réception tenue dans un château près de Paris. Mais l'opération échoue et les Bourdelle et Taupin sont sur le point d'être arrêtés, mais sont sauvés par l'arrivée de Super-Résistant, qui capture von Apfelstrudel et tous les généraux allemands avec l'aide de ses hommes et de Papy.
Alors que le récit semble s'achever, l'histoire se révèle être un « film dans le film » et laisse la place à un débat télévisé contemporain (parodie des Dossiers de l'écran) destiné à aborder la période de l'Occupation et à faire le point sur la réalité des événements dépeints dans le film, qui était diffusé avant cette émission.
L'émission de débat réunit alors certains protagonistes du film, qui sont maintenant âgés : Bernadette Bourdelle et son mari le général Spontz, son frère Guy-Hubert, Michel Taupin (devenu ministre des Anciens Combattants) et Adolfo Ramirez Junior (le fils de Ramirez, venu de Bolivie pour défendre la mémoire de son père défunt). Mais, très vite, le débat tourne à la foire d'empoigne lorsque Adolfo Ramirez Junior, diffamant et insultant les autres protagonistes de l'histoire, s’attire les foudres de certains invités qui finissent par quitter le plateau de l'émission, avant de se faire passer à tabac devant des milliers de téléspectateurs, obligeant l'animateur (Alain Jérôme) à rendre l'antenne en catastrophe...

## Personnages

### Famille Bourdelle
- Héléna Bourdelle (Jacqueline Maillan) : épouse d'André Bourdelle, célèbre cantatrice, surnommée « La Bourdelle », triste depuis la mort de son mari, elle essaye d'imiter le modèle dont elle est fan, Arturo Toscanini, en essayant de refuser de jouer devant les fascistes et les nazis tant qu'ils sont en France. Mais elle craque à chaque fois. Elle s'engage dans une résistance personnelle en recueillant un Anglais chez elle et en contribuant à la pose de la bombe pour tuer le maréchal. Dans le débat télévisé, Adolfo Ramirez Jr. prétend qu'elle n'aurait été en fait qu'une chanteuse à deux sous qui faisait six cabarets par soirée et terminait à six heures du matin, au One-Two-Two, « complètement bourrée et le nez dans la choucroute ».
- André Bourdelle (Jean Carmet) : André est le mari d'Héléna et est chef d'orchestre de profession. Dès le début de la guerre, il dirige un réseau de Résistance sous le pseudonyme de Capitaine Raymond. Il meurt en 1941, après l'explosion d'une grenade dégoupillée qu'il avait envoyée sur un terrain de tennis où jouait un officier allemand (Roger Carel) qui, maladroitement, l'a renvoyée dans l'automobile d'André.
- Jean-Robert Bourdelle, dit « Papy » (Michel Galabru) : père d'André Bourdelle, ancien vétérinaire, il a servi pendant la Première Guerre mondiale. Il aurait eu une liaison avec une cousine de la famille royale d'Angleterre. Exprimant son patriotisme, il participe à l'action de Super-Résistant contre le maréchal von Apfelstrudel.
- Bernadette Bourdelle (Dominique Lavanant) : issue d'une famille de grands musiciens et fille aînée d'André et Hélena Bourdelle, elle pratique le violoncelle et passe souvent au conservatoire de musique de Paris. Un peu bêcheuse, elle est une gaulliste fervente. Alors qu'elle s'est fiancée avec Michel Taupin, elle le trompe avec le général Spontz. Après la guerre, elle se marie en mai 1952 avec Spontz à Vienne.
- Guy-Hubert Bourdelle (Martin Lamotte), alias Super-Résistant : fils d'André et Héléna Bourdelle, coiffeur aux manières efféminées, on le croit d'abord « collabo » par certaines de ses déclarations. Mais on découvre rapidement qu'il est en fait Super-Résistant. Sous ces traits, il agit habillé d'un costume singulier, composé d'un chapeau haut-de-forme, d'un masque, d'un smoking et d'une longue cape. Il préfère qu'on l'appelle simplement « Super ». Le personnage de Super-Résistant n'est que peu apprécié par les hautes instances de la Résistance. L'un des contacts de Taupin, le colonel Vincent, confie même que de Gaulle aurait dit, à la vue d'une photo de Super-Résistant en costume, « Ça craint »... Lors du débat télévisé qui suit le film, Guy-Hubert Bourdelle dément avoir été Super-Résistant et reconnaît simplement un rôle mineur dans la Résistance, connu sous le nom de « Sparadrap » d'après Michel Taupin. Selon Guy-Hubert, il n'aurait fait que porter deux ou trois messages pour la Résistance. En outre, il trouve que le nom de « Sparadrap » est ridicule : « Pourquoi pas Roudoudou ou Raplapla, tant qu'on y est ? », lance-t-il lors du débat.
- Colette Bourdelle (Pauline Lafont) : fille cadette d'André et Héléna Bourdelle, elle se retrouve mêlée aux pérégrinations de la famille pour sauver le pilote anglais qu'ils aident à s'échapper de la Kommandantur et s'amourache bien vite de ce dernier (provoquant la colère de son frère Guy-Hubert sous les traits de Super-Résistant). Ils finiront par se marier après la guerre et iront élever des porcs dans le Sussex (Angleterre), prononcé « sussusexe » par Bernadette Bourdelle.
- Michel Taupin (Christian Clavier) : issu d'un milieu modeste et, après avoir étudié le grec et le latin, Michel Taupin décide de l'enseigner en cours particuliers. Il cherche alors un logement à Paris et tombe sur André Bourdelle, qui lui propose une chambre dans sa demeure. Les jours passent et Michel se fiance avec Bernadette. Il est un peu la « cinquième roue du carrosse » et est considéré comme étant de la famille seulement quand ça arrange les Bourdelle. Alors qu'il a essayé plusieurs fois de rejoindre un réseau de résistance, il se fait refuser jusqu'à ce qu'il décide de commencer lui-même sa propre résistance lors de l'arrivée du général Spontz chez les Bourdelle. Après avoir contacté un chef de réseau du nom de « Mireille », il a pour mission de poser une bombe au château de Mombreuse où doivent se retrouver le maréchal von Apfelstrudel et d'autres généraux allemands. En 1944, il contribue à la libération de Paris avec le maréchal Leclerc et devient, par la suite, ministre des Anciens Combattants. Durant le débat, il reproche au film d'avoir présenté son personnage comme un velléitaire  à la limite de l'incapacité.

### Troupes allemandes
- Hermann Spontz (Roland Giraud) : officier allemand, il combattit en Russie sur le front de l'Est ; c'est d'ailleurs là-bas qu'il trouva son chat Gustav. Il est ensuite promu au grade de général et affecté à la ville de Paris. Gêné d'arriver dans une maison habitée par de grands musiciens qu'il respecte, il décide de se montrer clément avec la famille Bourdelle. C'est alors qu'il remarque Bernadette, dont il va être secrètement amoureux jusqu'à la fin de la guerre pour, finalement, l'épouser en mai 1952 à Vienne. Alors qu'il s'occupe du cas de Super-Résistant, qui sème la terreur auprès des nazis et des collabos parisiens, il accueille le maréchal von Apfelstrudel, demi-frère d'Hitler, venu faire une visite d'inspection à Paris. Mal conseillé par Kluglicht, son aide de camp, Spontz organise une fête qu'il regrettera. Alors que le maréchal est enlevé par la Résistance française, Spontz décide de déserter la Wehrmacht pour éviter les représailles et pourra revoir Bernadette par la suite. Lors du débat télévisé, Spontz affirme qu'il n'a jamais assisté à la réunion des officiers de la SS au château de Mombreuse (et encore moins organisé la réception pour le maréchal von Apfelstrudel) car, à ce moment-là, il faisait une cure pour son foie à Luchon et que, de toute façon, il n'avait pas à assister à cette fête en tant qu'officier de la Wehrmacht.
- Ludwig von Apfelstrudel[3] (Jacques Villeret) : demi-frère d'Adolf Hitler, il a été séquestré comme le Masque de fer par ce dernier, mais a réussi à le convaincre de le garder. Amputé des deux jambes à la suite de la Première Guerre mondiale, il écrit alors Mein Kampf pour Hitler. Nommé Reichsminister (en) par ce dernier, mission lui a été confiée de vérifier que les généraux allemands font bien leur travail en France. Alors qu'il inspecte Paris, il est informé que le général Spontz est incapable de réagir face à « Super-Résistant ». Il décide alors d'intervenir ; lors de la rencontre, il est capturé par Super-Résistant et emmené. Mais, tandis qu'il s'échappe de la voiture dans laquelle il était emmené avec Adolfo Ramirez, il est fauché sur la route par un camion.
- Général Müller (Roger Carel) : Müller est le prédécesseur de Spontz. Au début du film, alors qu'il joue au tennis, il confond la balle de tennis et une grenade lancé et la renvoie, tuant ainsi dans l'explosion André Bourdelle. Deux ans plus tard, alors qu'il est à un hôtel, il est victime d'un attentat à la bombe caché sous son oreiller, qui lui brûle une partie du visage. C'est lui qui informe son successeur de l'identité du poseur de bombe, qui n'est autre que Super-Résistant.
- Ralph (Franck-Olivier Bonnet) : Soldat allemand, il est l'amante d'une pharmacienne parisienne (Josiane Balasko). Lorsque celle-ci alpague Taupin, qui vient d'accidentellement casser le landau d'une de ses voisines, Ralph arrête Taupin pour son comportement puis l'envoie à la mort, retournant auprès de la pharmacienne.
- Kluglicht (Jean-Paul Muel) : Kluglicht (traduction littérale : « lumière de l'intelligence », l'antithèse parfaite du personnage) est un militaire allemand, aide de camp du général Spontz. Il essaie par tous les moyens de compromettre les Bourdelle auprès du général, en vain. C'est lui qui donnera également l'idée à Spontz de donner une grande réception au château de Mombreuse en l'honneur du maréchal von Apfelstrudel. Il se souviendra ensuite des remontrances du Général Spontz.

### Collaborateurs
- Adolfo Ramirez (Gérard Jugnot) : Français pro-nazi et collaborationniste, Adolfo Ramirez est l’antagoniste principal du film. Il garde une rancune tenace envers la famille Bourdelle, qui date de l'époque où il était le concierge de l'académie de musique de Paris, c'est-à-dire l'Opéra. Ayant rejoint la Gestapo française pendant la guerre, il décide de profiter de son pouvoir pour se venger des humiliations des Bourdelle. Son arrivée chez les Bourdelle est néanmoins gênée par le général Spontz, qui n'aime guère voir les traîtres à leur pays, Spontz l'humiliant régulièrement. Au cours de la narration du « film dans le film », il est expliqué qu'Adolfo Ramirez est mort renversé par un camion avec le maréchal von Apfelstrudel. Cependant, lors du débat télévisé qui suit l'intrigue du film, son fils, Adolfo Ramirez Jr., venu de Bolivie, révèle que son père a survécu au conflit et assure que celui-ci lui aurait fait des révélations gênantes au sujet des Bourdelle (le mariage de Spontz et Bernadette consommé bien avant les noces, la collaboration d'Héléna avec les Allemands, la mort bien étrange d'Henrique le nain, etc.). Ramirez Junior essaie aussi au cours du débat de défendre la mémoire de son père, en le faisant passer pour un agent double ; ce qui ne convainc personne et fait enrager l'assistance quand il commence à ironiser sur la « véritable histoire » des protagonistes.

### Résistants
- Colonel Vincent (Julien Guiomar) : le colonel Vincent est chef d'un réseau de Résistance. Alors qu'il doit retourner à Londres au plus vite, car il se sent débusqué, il rencontre Super-Résistant chez un autre résistant, Félix, propriétaire d'un hôtel particulier où se donne une soirée costumée. Alors que le colonel Vincent, Super-Résistant et son complice s'enfuient dans la voiture des Bourdelle, ils sont victimes d'un accident et abandonnent Super-Résistant. Il rencontrera alors Michel Taupin et lui fournira une bombe à activer durant la réception pour Apfelstrudel.
- Frémontel, alias Félix (Jacques François) : Frémontel est chef d'un réseau de Résistance. Il rencontre Michel Taupin alors qu'ils sont tous deux emprisonnés dans un hangar, en attente d'être fusillés. Après leur libération par Super-Résistant, Taupin cherche à tout prix à entrer dans le réseau de Félix. Il est blessé lors d'une fusillade avec les Allemands lors de sa fuite avec le Colonel Vincent.
- Mireille (Carole Jacquinot) : Mireille est un contact des résistants. Peu avant son arrestation, Félix s'est effrité avec elle.
- Enrique (Patrick Petit-Jean) : c'est l'un des espions de Super-Résistant, qui a pour particularité d'être nain. Il meurt dans d'étrange circonstances, étranglé à main nue pour avoir prétendument avoir eu une relation avec la sœur de son allié.

## Fiche technique
- Titre : Papy fait de la résistance
- Accroche : « Le film qui a coûté plus cher que le Débarquement »
- Réalisation : Jean-Marie Poiré
- Réalisation de la seconde équipe : Pierre Sisser
- Scénario : Christian Clavier, Martin Lamotte et Jean-Marie Poiré, d'après la pièce de théâtre de Christian Clavier et Martin Lamotte
- Production : Christian Fechner
- Producteur délégué : Bernard Artigues
- Directeur de production Henri Brichetti
- Société de production : Films Christian Fechner
- Sociétés de distribution
- Musique : Jean Musy
- Décors : Willy Holt
- Casting : Françoise Menidrey
- Cascades : Patrick Cauderlier, Gilles Conseil, Roland Neunreuther, Daniel Perche et Daniel Vérité
- Costumes : Catherine Leterrier
- Photographie : Robert Alazraki
- Son : Daniel Brisseau et Dominique Hennequin
- Montage : Catherine Kelber
- Générique et trucages : Les films Michel François
- Pays de production :  France
- Langues : français, allemand et anglais
- Format : Couleurs (Agfa-Gevaert) - 2,35:1 - Son mono - 35 mm (Fujifilm) - Filmé en Panavision
- Genre : Comédie
- Son : Mono
- Budget : 30 millions de francs[4] (soit environ 11 000 000 euros en 2024[5])
- Durée : 102 minutes
- Date de sortie : 
  - France : 26 octobre 1983

## Distribution
- Christian Clavier : Michel Taupin, professeur de latin, volontaire à la Résistance
- Michel Galabru : Jean-Robert Bourdelle, dit « Papy », père d'André Bourdelle
- Roland Giraud : le général Herman Spontz, officier de la Wehrmacht occupant le château des Bourdelle
- Gérard Jugnot : Adolfo Ramirez, collaborateur et agent de la Gestapo française / son fils, Adolfo Ramirez Junior, vivant en Bolivie
- Martin Lamotte : Guy-Hubert Bourdelle, alias « Super-Résistant », fils d'André et Héléna Bourdelle, coiffeur stagiaire qui fait semblant de collaborer avec les Allemands
- Dominique Lavanant : Bernadette Bourdelle, fille aînée d'André et Héléna Bourdelle, violoncelliste
- Jacqueline Maillan : Héléna Bourdelle, dite « Mamina », épouse d'André Bourdelle, célèbre cantatrice
- Jacques Villeret : le maréchal Reichsminister Ludwig von Apfelstrudel, demi-frère d'Hitler
- Julien Guiomar : le colonel Vincent, résistant
- Jacques François : Jacques Frémontel, alias « Félix », résistant
- Jeffrey Kime : Harry McBurrett, le parachutiste britannique caché et soigné par les Bourdelle
- Pauline Lafont : Colette Bourdelle, fille cadette d'André et Héléna Bourdelle, qui tombe amoureuse de Harry
- Jean-Paul Muel : Kluglicht, le colonel allemand
- Patrick Petit-Jean : Enrique, l'espion nain de Super-Résistant
- Josiane Balasko : la pharmacienne, qui dénonce Michel pour une enseigne cassée
- Michel Blanc : le père Lebœuf, qui gère le ravitaillement en armes des résistants
- Jean-Claude Brialy : le joueur de tennis flagorneur
- Jean Carmet : André Bourdelle, mari de Héléna et père de Bernadette, Guy-Hubert et Colette, un résistant périssant dans l'explosion de sa voiture
- Bernard Giraudeau : un résistant arrêté (« le rôle le plus court du film »)
- Thierry Lhermitte : le colonel SS (Standartenführer)
- Jean Yanne : le milicien Murat
- Roger Carel : le général Müller, victime d'un attentat à la bombe organisé par Super-Résistant
- Carole Jacquinot : Mireille, le contact des résistants
- Alain Jérôme : lui-même, le présentateur du débat
- Franck-Olivier Bonnet : Ralph, l'officier allemand, amant de la pharmacienne
- Bruno Moynot : Flandu
- Corinne Tell : Jeanne
- Hans Verner : l'officier allemand qui tire dans la jambe de Ramirez
- Didier Bénureau : le réceptionniste de la Kommandantur
- Michel Caccia : le chasseur du « Marquis »
- Jean-Pierre Clami : le balayeur délateur
- Jean Négroni : le narrateur
- Romulus : Gustav, le chat du général Spontz
- Jacques Rose : ?
- Nicolas Pignon : ?
- Sébastien Fechner : le gamin
- Jean-Pierre Dravel : ?
- Gilles Détroit : un assistant du maréchal von Apfelstrudel
- Olivier Hémon : ?

Un aspect intéressant de la distribution est que l'équipe du tournage voulait que tous les rôles (mêmes les plus secondaires) fussent joués par des acteurs connus. Le coût d'une telle distribution est ironiquement évoqué dans un slogan publicitaire trouvé au moment de la sortie en salle : « Le film qui a coûté plus cher que le Débarquement ».

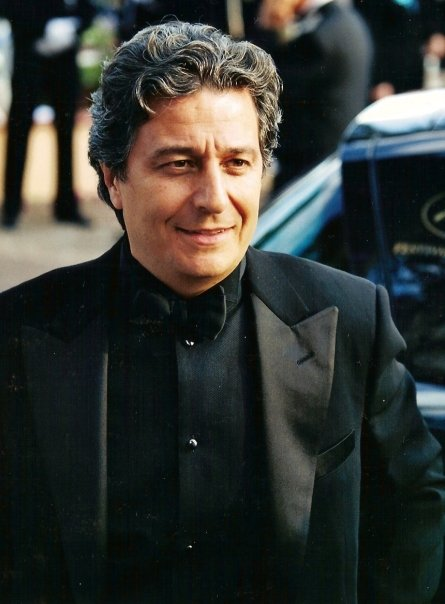
Christian Clavier (Michel Taupin)
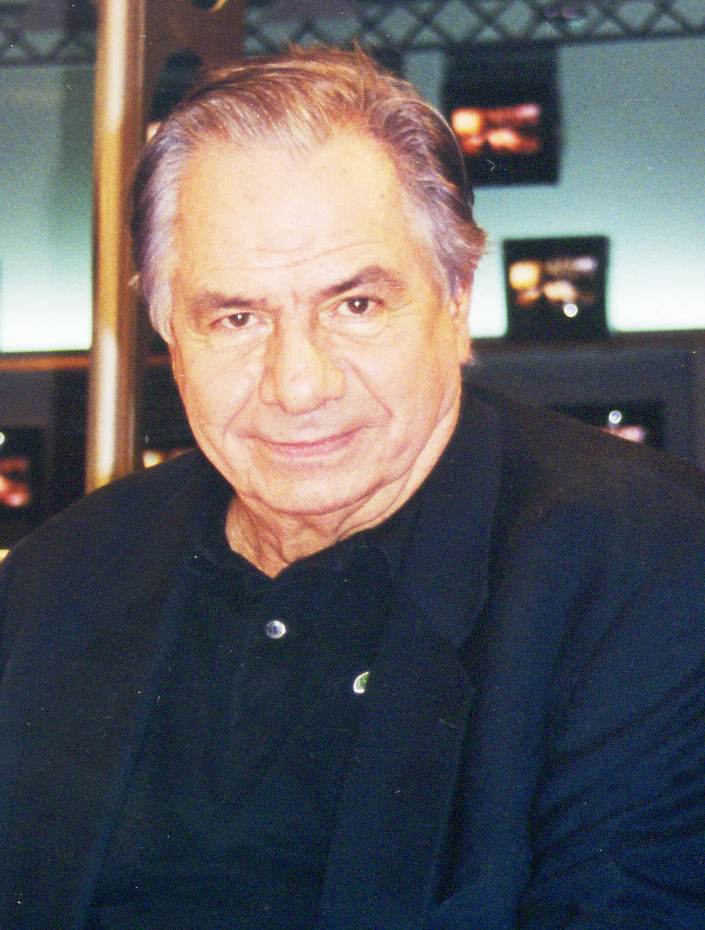
Michel Galabru (« Papy »)
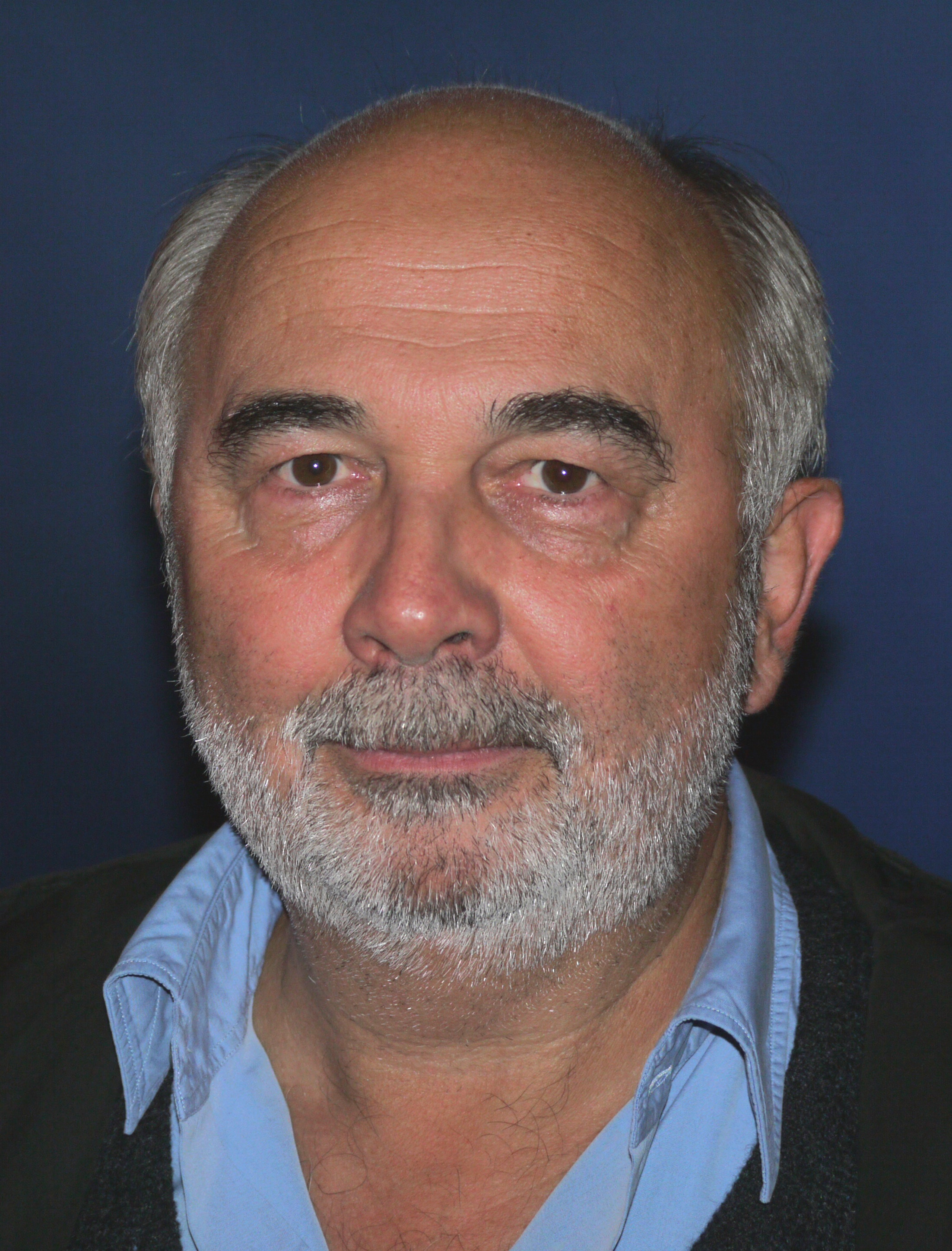
Gérard Jugnot (Adolfo Ramirez / Adolfo Ramirez Jr.)
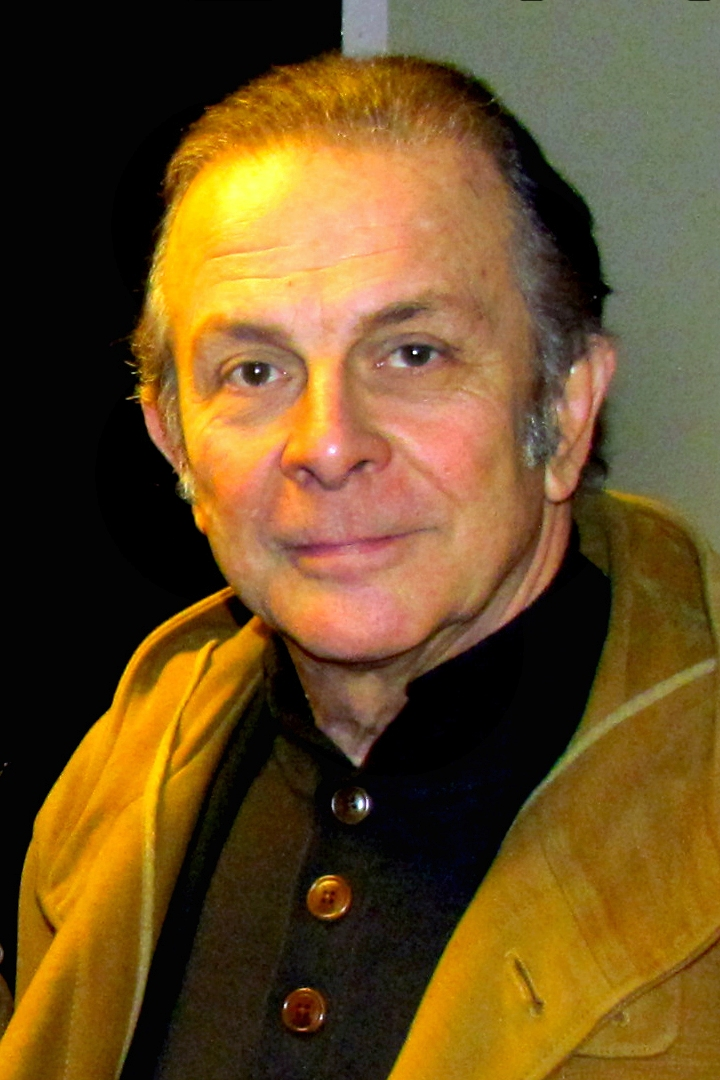
Roland Giraud (Herman Spontz)
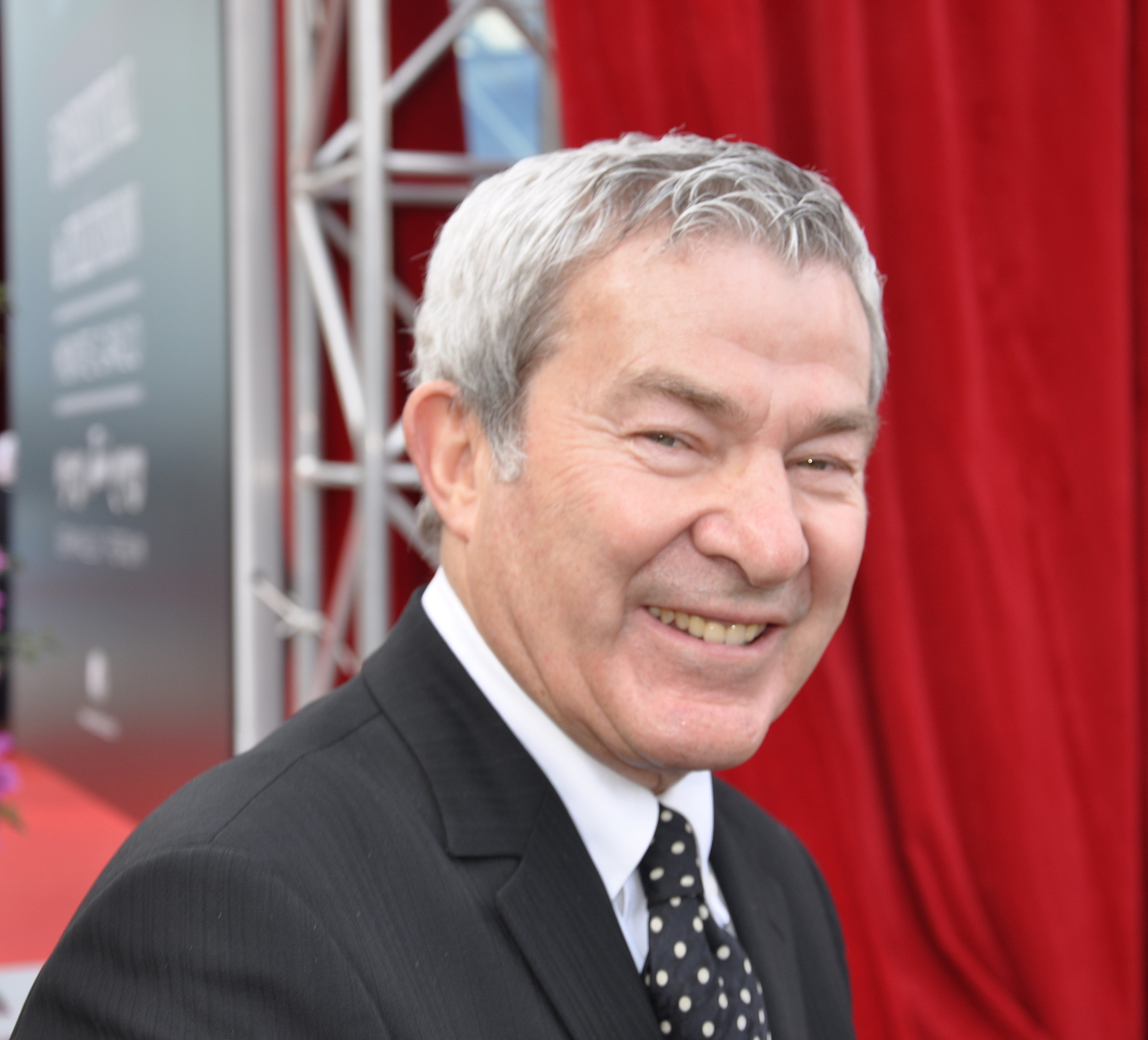
Martin Lamotte (Guy-Hubert Bourdelle, alias Super-Résistant)
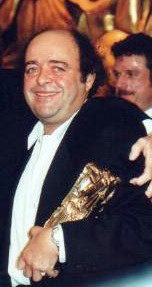
Jacques Villeret (Ludwig von Apfelstrudel)

## Production

### Genèse et développement
Après plusieurs idées de pièces de théâtre inabouties, Christian Clavier — de la troupe du Splendid, alors dispersée — et Martin Lamotte, figures du café-théâtre parisien, écrivent une pièce sur la Résistance : Papy fait de la résistance, jouée au théâtre du Splendid Saint-Martin du 6 novembre 1981 au 29 mai 1982, puis prolongé du 7 août 1982 au 1er janvier 1983
. À l'inverse d'Amour, coquillages et crustacés et Le père Noël est une ordure, Papy fait de la résistance n'est pas à considérer comme une pièce de la troupe historique du Splendid, car seulement écrite par Clavier et Lamotte. La pièce est un succès commercial.
Au vu du succès et du sujet, l'idée d'une adaptation au cinéma émerge rapidement. Après avoir tourné le film Le père Noël est une ordure, Christian Clavier reprend le réalisateur Jean-Marie Poiré pour ce nouveau projet. Christian Fechner, producteur de larges succès, se montre intéressé par l'adaptation. Désirant réaliser un grand spectacle comique, Clavier impose à Fechner que le film ait suffisamment de moyens pour un film historique : « Je sais que je ne vaux pas le haut de l'affiche d'un film à grand spectacle, mais comme je pense que vous avez envie d'acheter notre pièce, moi je ne veux pas la vendre pour en faire un petit film. Ou ça vous intéresse dans ces conditions, et on fait affaire, ou vous me dites « non », on garde notre pièce et on vous écrit autre chose ». Clavier et Lamotte n'étant pas encore d'un grand potentiel commercial, Fechner réclame la présence d'un grand nom en haut de l'affiche, suffisamment populaire,.

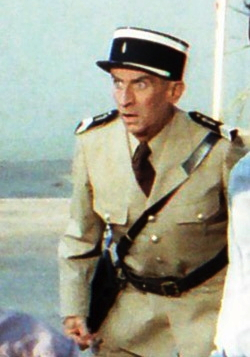
La présence prévue de Louis de Funès dans la distribution lance le coûteux projet de film.

Ils s'accordent sur Louis de Funès, dont Christian Fechner a produit quatre films — L'Aile ou la Cuisse (1976), La Zizanie (1978), L’Avare (1980) et La Soupe aux choux (1981) — et auquel il est très attaché,. Fechner tient justement à ce que sa vedette tourne avec la jeune génération, depuis L'Aile ou la Cuisse avec Coluche. Louis de Funès assiste à une représentation de la pièce, trois semaines avant sa mort, et l'apprécie. Après le spectacle, il rencontre les auteurs et acteurs pour parler de l'idée de film. Christian Clavier se souvient de la discussion ayant suivi : « On lui parle du film et, dans le hall du théâtre du Splendid, il nous campe en trois minutes sa version du Feldmarschall Ludwig von Apfelstrudel, complètement cauteleux et les pieds entravés. Je le revois avec son loden vert et ses yeux d'un bleu intense, j'étais fasciné ».
Bienveillant envers le travail de cette génération, Louis de Funès donne son accord de principe pour participer à Papy fait de la résistance, mais demande que son rôle soit réduit afin de ne pas fatiguer son cœur. Christian Clavier, Martin Lamotte et Jean-Marie Poiré commencent alors leur travail de réflexion sur le scénario, notamment sur le rôle à confier à la tête d'affiche. Avec la présence de l'acteur à succès dans la distribution, Fechner octroie au film un budget estimé à 30 millions de francs.

« Dès que Fechner a eu l'accord de principe de de Funès, on a commencé à trouver des idées pour lui. (…) On parlait sans arrêt de ce qu'on allait faire pour Louis, et on évoquait des idées. »

— Jean-Marie Poiré,.
Louis de Funès meurt le 27 janvier 1983. À ce stade, son rôle n'était pas encore fixé, Jean-Marie Poiré expliquant qu'« il est mort alors que nous n'en étions qu'à l'élaboration des personnages, qu'il n'y avait pas deux lignes de dialogue écrites ». Les scénaristes envisageaient pour lui le rôle de « Papy », seulement évoqué dans la pièce, ou celui de Ludwig von Apfelstrudel, le demi-frère d'Hitler, mais aussi un rôle d'un vieux « poilu », très anti-allemand, vivant sur la propriété de la famille Bourdelle, dans une cabane, au fond du jardin ou que Papy, fâché avec sa famille, dormirait dans la cabane du jardin. Les témoignages des trois scénaristes divergent donc, selon leurs envies pour l'acteur.
Papy fait de la résistance est dédié à Louis de Funès, dont l'accord a lancé le projet. Poiré soutient que « s'il n'avait pas accepté de le faire, on n’aurait pas commencé à l'écrire ».

### Attribution des rôles
« On s'est vite orienté vers un multi-star cast, comme Le Jour le plus long »

— Jean-Marie Poiré.
Pour pallier la disparition de Louis de Funès, et attirer les spectateurs en salles, Christian Fechner suggère de distribuer chaque rôle à des acteurs connus, pour former ainsi une distribution « all-stars », tels Le Jour le plus long (1962) ou Paris brûle-t-il ? (1966),. En plus des seconds rôles, les scénaristes écrivent alors de nombreux petits rôles pour y caser des vedettes. Dans l'esprit d'un mélange de génération (comme l'était prévue la rencontre avec de Funès), et car la troupe du Splendid n'a pas encore un assez grand potentiel commercial, les jeunes acteurs doivent côtoyer leurs aînés, célébrités confirmées du théâtre et du cinéma, mais leur engagement se fait difficile.
Plusieurs grands noms refusent des seconds rôles, bien trop habitués à tenir la tête d'affiche : Jean-Marie Poiré explique que « Tous les acteurs ont dit non. Le Splendid n’était pas assez chic. Un film choral pose des problèmes d'ego. Si on a Meryl Streep qui accepte un petit rôle, vous allez avoir tout le monde. Mais si vous commencez par les petits rôles, vous n'aurez personne. ». Ainsi, entre autres, Bernard Blier et Robert Hirsch refusent le rôle de Papy, de même que Michel Serrault celui du général Spontz, ou du maréchal von Apfelstrudel, car il ne veut pas chanter Je n'ai pas changé. Certaines célébrités, amies entre elles, se passent d'ailleurs le mot pour ne pas participer au film, jugé accablant.
Pour le rôle d'Héléna Bourdelle, Christian Fechner souhaite engager la populaire Annie Girardot tandis que Jean-Marie Poiré a en tête Delphine Seyrig : le réalisateur juge qu'il ne voit pas la première « dans le rôle de la cantatrice. (…) Seyrig, elle savait jouer les snobs avec une drôlerie grotesque. Revoyez les films de Buñuel, elle casse tout. Girardot, elle peut jouer des rôles de chauffeur de taxi, de pharmacienne ou de médecin à son top, mais pas Maria Callas, la femme la plus chic de la planète. On ne va pas demander à Jacques François de jouer un ouvrier ! ». De toute façon, amie de Blier, Girardot refuse le film, qu'elle juge lamentable et déshonorant.
Durant six mois, les seconds rôles importants ne parviennent pas à être distribués. Un rôle est proposé par Fechner à Jerry Lewis, de passage à Paris. Jean-Marie Poiré se souvient que tout s'est débloqué lorsque Jacques Villeret a accepté le rôle du maréchal allemand. Pour le rôle de la Bourdelle, Jacqueline Maillan réclame un cachet mirobolant, ce à quoi s'oppose Fechner dans un premier temps. Le producteur est également réticent à distribuer le rôle-titre à Michel Galabru.
Finalement, la distribution aligne parmi les comédiens bien installés Jacqueline Maillan, Michel Galabru, Jean Carmet, Julien Guiomar, Jacques François, Jean Yanne, Roger Carel, Jean-Claude Brialy et, de la nouvelle génération, Jacques Villeret, Pauline Lafont, la troupe du Splendid et des comédiens gravitant autour comme Martin Lamotte, Roland Giraud et Dominique Lavanant, ainsi que Bernard Giraudeau, star montante, « dans le rôle le plus court du film ». Quasiment toute la troupe du Splendid — Christian Clavier, Michel Blanc, Josiane Balasko, Gérard Jugnot, Thierry Lhermitte et Bruno Moynot — est réunie. Seule Marie-Anne Chazel, qui avait joué dans la pièce, est absente, en raison de sa grossesse,,. Clavier, Lamotte, Jugnot et Giraud retrouvent les rôles qu'ils interprétaient dans la pièce.
À noter que la plupart des comédiens de l'ancienne génération avait tourné avec Louis de Funès comme Galabru, Maillan (dans Pouic-Pouic en 1963), Villeret et Carmet (dans La Soupe aux choux), Julien Guiomar (dans L'Aile ou la Cuisse en 1976), Jacques François et Jean-Claude Brialy. Jean-Marie Poiré était également assistant réalisateur sur Oscar (1967).
Dans le film, Michel Galabru joue le père de Jean Carmet alors qu'en réalité, Galabru a deux ans de moins que celui-ci.

### Inspiration des personnages
Le double personnage de Guy-Hubert / Super-Résistant s'inspire directement[réf. nécessaire] de celui de Superman. En effet, Guy-Hubert est quelqu'un de plutôt peureux et naïf (comme Clark Kent) tandis que Super-Résistant est un héros courageux et viril (même maladroit, par moments). Par ailleurs, à la fin du film, Guy-Hubert qualifie Super-Résistant de « Superman d'opérette ».
L'apparence de Super-Résistant s'inspire[réf. nécessaire] de celle de Fantômas, personnage de fiction français créé en 1910-1911 par Pierre Souvestre et Marcel Allain : smoking noir, chemise blanche, nœud papillon noir, chapeau haut-de-forme, masque noir sur les yeux. Comme Fantômas, Super-Résistant frappe par surprise, échappe toujours à la capture, défie et ridiculise les autorités censées contrôler Paris. La différence est que Fantômas est un criminel mégalomane (il se désigne lui-même comme « génie du crime ») qui agit par cupidité et non pour des motivations patriotiques.
Le nom du général Spontz évoque un personnage récurrent des Aventures de Tintin, le colonel Sponsz. Spons signifie éponge en néerlandais. Accessoirement, le nom rappelle l'expression « schpountz », argot péjoratif servant à désigner les Allemands à l'époque.
Le nom du maréchal joué par Jacques Villeret, Apfelstrudel, est celui d'une pâtisserie autrichienne, un gâteau aux pommes. Le nom du colonel Kluglicht fait référence au klug, une des spécialités du pays de M. Preskovitch, dans le film Le père Noël est une ordure. De plus, en allemand, « klug » signifie « intelligent » et « licht » signifie « lumière » (alors que le personnage accumule les bévues).
Un certain von Kluge, Generalfeldmarschall Günther Adolf Ferdinand von Kluge, est également cité par le personnage de Thierry Lhermitte, ainsi que le Generalfeldmarschall Karl Rudolf Gerd von Rundstedt.
Les alias « Capitaine Raymond » et « Colonel Vincent » font référence au résistant Pierre Georges, surnommé « Colonel Fabien ».

### Tournage
Le tournage du film s'est révélé difficile pour Jacqueline Maillan. La comédienne a exigé de pouvoir terminer à 18 h, puisqu'elle jouait Coup de soleil au théâtre tous les soirs. D'après Jean-Marie Poiré, son premier plan était « catastrophique ». Elle avait décidé de répéter à plusieurs reprises « Quand Mamina va, tout va ! », ce qui n'était pas au goût du réalisateur qui l'avait engagée pour son chic et non pour sa dimension comique. De plus, elle a été très déçue lorsqu'elle a appris qu'elle allait être doublée pour les scènes de chant, contrairement à Jacques Villeret. Les plans sur Madame Bourdelle qui sont intercalés pendant que von Apfelstrudel interprète Je n'ai pas changé reflètent l'état d'esprit de Jacqueline Maillan à ce moment.
Roland Giraud, qui incarne le général Spontz, ne parle pas allemand. Il a donc appris en phonétique toutes les répliques en langue allemande avec une répétitrice. Ce fut notamment le cas pour les citations allemandes que Spontz aime proclamer. Il fallait surtout que l'accent soit le plus proche du naturel et non pas de la caricature.
Au moment où Michel Taupin rentre à la résidence des Bourdelle en vélo, il se fait contrôler par les deux soldats allemands gardant l'entrée. En passant devant la caméra, Christian Clavier fait un petit pet avec sa bouche.
Contrairement à la fiction, le chat Romulus (qui s'appelle Gustav dans le film) n'était pas une « forte tête ». Au moment où il est censé griffer Spontz au visage, Roland Giraud a eu l'idée de le faire sursauter en utilisant un souffleur.
Dans l'une des scènes du film (vers la 25e minute), Jacques de Frémontel, alias Félix (joué par Jacques François), est en train de lire un livre de Maxime Gorki, La Mère, qui a comme thème principal la déportation.
Lorsque Héléna Bourdelle fait diversion en levant la voix le plus aigu possible (pour permettre à Michel Taupin de placer la bombe sous la table), brisant les deux verres de champagne que le général Spontz tient dans ses mains, celui-ci dit « Sa voix est comme du cristal ! Elle a brisé mes flûtes ! ». Or les deux verres que tient Roland Giraud sont des coupes. Ce détail peut cependant suggérer que Spontz a fait une erreur de traduction de la langue française.
Le film contient une fausse fin, suivie par un débat télévisé des Dossiers de l'écran (présenté par Alain Jérôme, dans son propre rôle) où l'on retrouve la plupart des personnages une petite quarantaine d'années plus tard, avec quelques surprises. Il s'agit en fait d'une double référence : le générique des Dossiers de l'écran, un passage du Spirituals for String Choir and Orchestra (1941) de Morton Gould, est également connu pour avoir été utilisé par le cinéaste Jean-Pierre Melville dans L'Armée des ombres (1969), film emblématique consacré à la Résistance.
Les phrases codées utilisées au téléphone par les résistants Vincent et Félix sont des contrepèteries : « Le cuisinier secoue les nouilles » et « Les Nippons sont cause du soulèvement de la Chine ».

#### Lieux de tournage

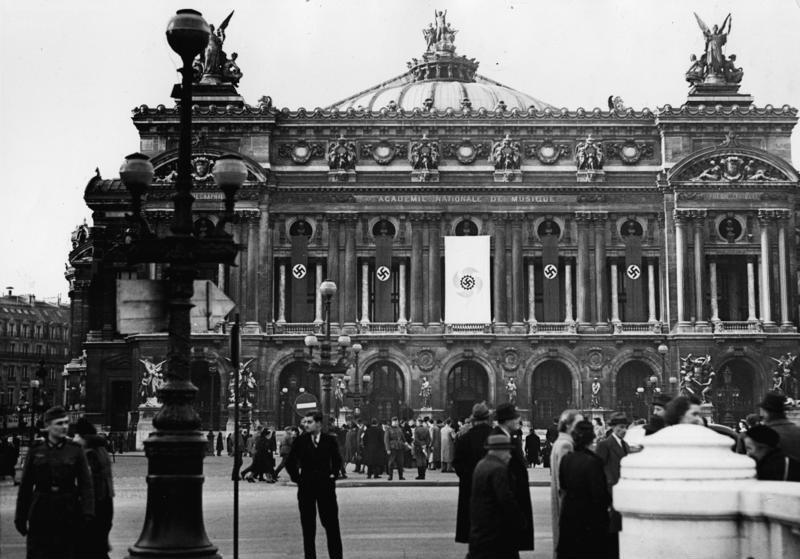
L'Opéra Garnier en mars 1941.

Le film a été tourné en France aux endroits suivants :
- Oise :
  - Senlis
  - Pierrefonds
- Paris :
  - 3e arrondissement : rue de Béarn, pour le salon de coiffure de Guy-Hubert ; la cour de l'hôtel de Soubise pour le siège de la Kommandantur.
  - 8e arrondissement : l'hôtel particulier des Bourdelle est l'hôtel Salomon de Rothschild.
  - 9e arrondissement : à l'opéra Garnier.
  - 10e arrondissement : le colonel Vincent et Michel Taupin se retrouvent à l'église Saint-Vincent-de-Paul.
  - 12e arrondissement : à la gare souterraine de Bercy La Rapée lors de la scène de l'exécution des otages et de leur libération par Super Résistant.
  - 16e arrondissement : à l'extérieur du musée Galliera, renommé « musée de l'Art Gothique ».
  - 16e arrondissement : au lycée Janson-de-Sailly.
  - 16e arrondissement : à l'entrée de l'hôtel Raphael, avenue Kléber, lorsque Spontz visite le général Müller (Roger Carel).
  - 18e arrondissement : rue du Chevalier-de-La-Barre lors de la scène de Julien Guiomar remontant la rue.
  - 18e arrondissement : rue Androuet lors de la séquence de la pharmacie.
- Seine-et-Marne :
  - Ferrières-en-Brie : au château de Ferrières[16].
- Yvelines :
  - Orgeval
  - Le Vésinet
- Val-d'Oise :
  - Marines
  - Gouzangrez : à l'église et lors de la scène derrière le chevet de l'église, en extérieur.
  - Montgeroult

### Musique
Lors de la poursuite de Super-Résistant sur les toits, après qu'il a nargué Spontz, la musique entendue est le début du finale (Stürmisch bewegt) de la Première Symphonie de Mahler. On entend à nouveau ce thème quand l'Anglais arrache la balle de son corps.
Un extrait du premier mouvement de la Symphonie no 3 de Mendelssohn se fait également entendre lors de la scène souterraine de Super-résistant, lorsqu’il se fait presque attraper par l’hystérique Ramirez.
Le colonel Spontz déclare avoir entendu la cantatrice Helena Bourdelle dans Carmen de Bizet à Bayreuth.
1) La Bourdelle est soprano alors que Carmen est un rôle de mezzo.
2) On ne peut jouer au festival de Bayreuth que du Wagner (en dehors de la 9ème symphonie de Beethoven pour l'ouverture du festival)
On peut aussi entendre dans le film un extrait des Spirituals for String Choir and Orchestra de Morton Gould, ainsi que le titre Mademoiselle Swing de Raymond Legrand, ici interprété par Irène de Trébert.
L'entrée catastrophique de Ludwig von Apfelstrudel (Jacques Villeret) au château de Ferrières se fait sur le concerto pour cordes en sol majeur Alla Rustica d'Antonio Vivaldi. Par ailleurs, la chanson Je n'ai pas changé, interprétée dans le film par Villeret/von Apfelstrudel, est un titre du chanteur Julio Iglesias sorti en 1979. Jacques Villeret commence la chanson avec un accent allemand puis, petit à petit, transforme celui-ci en une imitation de l'acteur et chanteur Yves Montand. L'adaptation de la chanson pour le film est de Claude Lemesle.
La chanson « Libertas » du générique de fin est interprétée par Ève Brenner sur des paroles de Laurence Matalon et une musique de Jean Musy, compositeur et arrangeur de chansons et de musiques de films. Pour ce dernier, « Papy fait de la résistance [n'est pas un grand film], c'est un film que je ne voulais pas faire, ça m'a juste aidé à payer mes retards d'impôts. Je n'aime pas ce film. (…) c'est un film drôle qui a fait rire beaucoup de gens, et qui m'a rapporté [suffisamment] d'argent pour me remettre un peu sur la route, mais sinon il ne m'intéresse pas ».

## Accueil

### Critique
La critique juge sévèrement le film lors de sa sortie, :

« Papy fait de la résistance se traîne et les acteurs s'essoufflent ! Un film comique ? Le pire, c'est l'absence de rythme, de tempo. Même pas un mauvais montage : un découpage cotonneux, inexistant, plat comme une plaine. Un peu de finesse et de légèreté c’est justement ce qu'on ne trouve jamais dans Papy. »

— Louis Skorecki, « Papy fait de l’asthme », Libération.

« Les gags se font attendre et d'originaux, on n'en découvre guère… La séquence la plus navrante est certainement celle de la mise en boîte de la chanson de Julio Iglesias Je n'ai pas changé. Cela vient comme un cheveu sur la soupe. On reste coi face à tant de vulgarité et d’indigence. Pas un soupçon d'invention. »

— Éric Leguèbe, Le Parisien libéré, 29 octobre 1983.

« Les personnages grotesques, caricaturés à l'extrême, finissent toujours par lasser. Une fois encore des comédiens (ici Papy et sa troupe) se sont bien amusés le temps d'un tournage. Nous presque pas… C'est dommage. »

— H.R.G., Les Fiches du cinéma, 2 novembre 1983.

« Ce second degré nous fait atteindre le degré zéro du rutabaga, petite comédie qui va se faire aussi grosse que le bœuf. »

— Tribune juive, 4 novembre 1983.

« Le fruit de la raillerie la plus désolante et de la plus vulgaire provocation. Le rire sent un peu la naphtaline. Une telle prestation relève probablement de l'irresponsabilité. »

— Gilles le Morvan, L'Humanité.

« Cette manière de hacher en plans très courts la pièce de Christian Clavier et Martin Lamotte, pièce au demeurant faussement enjouée sur un sujet éculé, n'est destinée qu'à faire illusion. La respiration de Papy fait de la Résistance ne trouve jamais ce rythme débridé… après lequel elle court en vain. »

— C.S., L'Humanité Dimanche.

« L'anecdote étouffe sous le spectacle et le budget qu'il suppose est tout aussi pesant sans doute que le scénario. »

— Claude Baignères, Le Figaro, 29 octobre 1983.

« Le film n'est pas drôle. Voilà. On s'y ennuie car aucune cible n'est vraiment définie, aucune vanne ne fait mouche. »

— Nicolas Boukhrief, Starfix.

### Box-office
Papy fait de la résistance, sorti en octobre 1983, est un succès avec un total de plus de quatre millions d'entrées,. Dans les années 2010, le cumul exact du film est de 4 104 082 entrées.
| Semaine     | Semaine                            | Rang | Entrées | Cumul           | Salles      | no 1 du box-office hebdo.                 |
| ----------- | ---------------------------------- | ---- | ------- | --------------- | ----------- | ----------------------------------------- |
| 1           | 26 octobre au 1er novembre 1983    | 2e   | 313 172 | 313 172 entrées | 49          | Le Marginal                               |
| 2           | 2 novembre au 8 novembre 1983      | 2e   | 204 989 | 518 161 entrées | 54          | Le Marginal                               |
| 3           | 9 novembre au 15 novembre 1983     | 1er  | 178 315 | 696 476 entrées | 58          | Papy fait de la résistance                |
| 4           | 16 novembre au 22 novembre 1983    | 2e   | 86 697  | 783 173 entrées | 55          | Garçon !                                  |
| 5           | 23 novembre au 29 novembre 1983    | 4e   | 56 836  | 840 009 entrées | 43          | Les Compères                              |
| 6           | 30 novembre au 6 décembre 1983     | 8e   | 30 308  | 870 317 entrées | 27          | Jamais plus jamais                        |
| 7           | 7 décembre au 13 décembre 1983     | 8e   | 18 531  | 888 848 entrées | 17          | Jamais plus jamais                        |
| indéterminé |                                    |      |         |                 |             |                                           |
| 10          | 28 décembre 1983 au 3 janvier 1984 | 19e  | 11 325  | 915 281 entrées | indéterminé | Blanche-Neige et les Sept Nains (reprise) |

| Semaine | Semaine                            | Rang | Entrées   | Cumul             | no 1 du box-office hebdo.                 |
| ------- | ---------------------------------- | ---- | --------- | ----------------- | ----------------------------------------- |
| 1       | 26 octobre au 1er novembre 1983    | 2e   | 1 162 161 | 1 162 422 entrées | Le Marginal                               |
| 2       | 2 novembre au 8 novembre 1983      | 2e   | 739 585   | 1 902 007 entrées | Le Marginal                               |
| 3       | 9 novembre au 15 novembre 1983     | 2e   | 725 153   | 2 627 160 entrées | Le Marginal                               |
| 4       | 16 novembre au 22 novembre 1983    | 2e   | 351 507   | 2 978 667 entrées | Le Marginal                               |
| 5       | 23 novembre au 29 novembre 1983    | 3e   | 246 549   | 3 225 216 entrées | Les Compères                              |
| 6       | 30 novembre au 6 décembre 1983     | 5e   | 181 969   | 3 407 185 entrées | Les Compères                              |
| 7       | 7 décembre au 13 décembre 1983     | 6e   | 128 495   | 3 535 680 entrées | Blanche-Neige et les Sept Nains (reprise) |
| 8       | 14 décembre au 20 décembre 1983    | 8e   | 96 769    | 3 632 449 entrées | Blanche-Neige et les Sept Nains (reprise) |
| 9       | 21 décembre au 27 décembre 1983    | 11e  | 88 438    | 3 720 887 entrées | Blanche-Neige et les Sept Nains (reprise) |
| 10      | 28 décembre 1983 au 3 janvier 1984 | 12e  | 80 723    | 3 801 610 entrées | Blanche-Neige et les Sept Nains (reprise) |
| 11      | 4 janvier au 10 janvier 1984       | 13e  | 58 992    | 3 860 602 entrées | Rue barbare                               |
| 12      | 11 janvier au 17 janvier 1984      | 20e  | 34 480    | 3 895 082 entrées | Canicule                                  |
| 13      | 18 janvier au 24 janvier 1984      | 22e  | 31 054    | 3 926 136 entrées | Le Bon plaisir                            |

## Analyse
L'historien Henry Rousso, spécialiste de la mémoire de la Seconde Guerre mondiale, considère dès sa sortie Papy fait de la résistance comme un tournant dans la représentation de la Résistance au cinéma, notamment parce que le film parodie la vision de toutes les précédentes œuvres (comme L'Armée des ombres), qui traitaient du sujet de manière sérieuse.

Aux anciens combattants qui considèrent que le film tourne en dérision la Résistance, son réalisateur Jean-Marie Poiré répond : 

« Papy fait de la résistance est beaucoup plus un film sur la vision qu'on a de la Résistance aujourd'hui qu'un film sur la Résistance. Nous sommes d'une génération qui ne connaît la guerre de 1940 qu'à travers une flopée de mauvais films qui, tous, n'étaient que des imitations des deux ou trois chefs-d'œuvre du genre. Nous, on a préféré faire un chef-d’œuvre en imitant ces mauvais films ! »

Le film comporte quelques similitudes avec la comédie La Vie de château de Jean-Paul Rappeneau, réalisée en 1966 :
- c'est une comédie mettant en scène une famille pendant l'occupation ;
- une troupe allemande s'installe de force dans le château et y organise dîners et concerts de musique classique ;
- le père (Pierre Brasseur) est un résistant ;
- la fille (Catherine Deneuve) tombe amoureuse d'un parachutiste et se fait courtiser par un officier allemand ;
- le gendre (Philippe Noiret) est un pleutre assumé.